# Czechy na Letnich Igrzyskach Olimpijskich 1996
Czechy na Letnich Igrzyskach Olimpijskich 1996 reprezentowało 115 zawodników, 76 mężczyzn i 39 kobiety.

## Zdobyte medale
| Medal  | Zawodnik                   | Dyscyplina    | Konkurencja                        | Rezultat                                                                 |
| ------ | -------------------------- | ------------- | ---------------------------------- | ------------------------------------------------------------------------ |
| Złoto  | Jan Železný                | Lekkoatletyka | Rzut oszczepem                     | 88,16 m                                                                  |
| Złoto  | Martin Doktor              | Kajakarstwo   | C-1 500 m                          | 1:49,93                                                                  |
| Złoto  | Martin Doktor              | Kajakarstwo   | C-1 1 000 m                        | 3:54,41                                                                  |
| Złoto  | Štěpánka Hilgertová        | Kajakarstwo   | K-1 slalom                         | 169,49 pkt                                                               |
| Srebro | Miroslav Šimek Jiří Rohan  | Kajakarstwo   | C-2 slalom                         | 160,16 pkt                                                               |
| Srebro | Lukáš Pollert              | Kajakarstwo   | C-1 slalom                         | 151,17 pkt                                                               |
| Srebro | Jana Novotná Helena Suková | Tenis         | Gra podwójna                       | 0:2 z reprezentantkami USA: Gigi Fernández i Mary Joe Fernández w finale |
| Brąz   | Tomáš Dvořák               | Lekkoatletyka | Dziesięciobój                      | 8664 pkt                                                                 |
| Brąz   | Šárka Kašpárková           | Lekkoatletyka | Trójskok                           | 14,98 m                                                                  |
| Brąz   | Jana Novotná               | Tenis         | Gra pojedyncza                     | 2:0 z reprezentantką USA: Mary Joe Fernández w meczu o 3. miejsce        |
| Brąz   | Miroslav Januš             | Strzelectwo   | Strzelanie do ruchomej tarczy 10 m | 678,4 pkt                                                                |